# Kulturliberalism
Kulturliberalism är en politisk ideologi som betonar individens frihet från kulturella normer som grundläggande värde. Kulturliberaler anser att samhället inte ska påtvinga individen en specifik uppförandekod och de ser sig själva som försvarare av den moraliska rätten till nonkonformism och att individen ska få uttrycka sin egen identitet så länge det inte skadar någon annan.
Kulturliberaler är starkt emot censur och all form av förhandsgranskning av skriftligt material. De anser att det är upp till var och en att forma sin familj som de önskar och att vem som gifter sig med vem är upp till de inblandade att bestämma. De argumenterar för att så länge de personliga valen inte skadar andra är inget val av livsstil bättre än någon annan. Inom alt-right-rörelsen har ideologer gjort sammankoppling mellan kulturliberalism och kulturmarxism.
Kulturliberalism och socialliberalism är inte samma ideologi.

## Kulturkriget
Det pågår en ideologisk konflikt mellan kulturliberaler och kulturkonservativa, även kallad kulturkriget. Vad som i den amerikanska debatten från William S. Lind och Paul Weyrich kallar kulturmarxism är enligt statsvetaren och historiken Mike O'Meara ett uttryck för kulturliberalism.

## Liberal kulturalism
Liberal kulturalism har hamnat i förgrunden i debatten om mångkultur och minoriteters rättigheter. Liberala kulturalister är av uppfattningen liberala demokratiska stater inte bara ska upprätthålla de civila och politiska medborgerliga rättigheterna, utan också tillåta gruppspecifika rättigheter eller policyer som tillmötesgår distinkta identiteter och behovet hos etniska grupper. De stöder policyer som gör det möjligt för medlemmar av etniska grupper att uttrycka och främja sin kultur och identitet, men motsätter sig en politik som påtvingar människor att göra detta.

### Citatförteckning
1. ↑  "What Lind and Weyrich call 'cultural Marxism' and blame for much of the current disorder ought, more accurately in my view, to be seen as a form of 'cultural liberalism'."[1]

### Fotnoter
1. ↑  O'Meara, Michael (2009). The Next Conservatism?. The Occidental Quarterly. Läst 13 december 2015.
2. ↑  Kymlicka, Will (2001). "Politics in the Vernacular: Nationalism, Multiculturalism, and Citizenship. Oxford Scholarship Online. ISBN 9780199240982

### Källföreteckning
- Willard, Charles Arthur. Liberalism and the Problem of Knowledge: A New Rhetoric for Modern Democracy, University of Chicago Press, 1996.
- O'Meara, Michael (2009). The Next Conservatism?. The Occidental Quarterly. Läst 13 december 2015.
- Kymlicka, Will (2001). "Politics in the Vernacular: Nationalism, Multiculturalism, and Citizenship. Oxford Scholarship Online. ISBN 9780199240982